# Garriguella
Garriguella è un comune spagnolo di 722 abitanti situato nella comunità autonoma della Catalogna. È gemellato con un piccolo comune della provincia di Bergamo, Onore.

## Storia

### Simboli
Lo stemma è stato concesso con decreto della Generalitat de Catalunya del 15 gennaio 1987.
Il ramo di quercia, in catalano garric,  allude al nome del paese; il fasciato d'oro e di rosso è l'emblema dei conti di Empúries, antichi signori del luogo; l'uva è la coltura principale di Garriguella, destinata alla produzione di vino a denominazione di origine controllata e di cava.

## Amministrazione

### Gemellaggi
- Onore[2]